# Hanno (éléphant)
Pour les articles homonymes, voir Hanno.
Hanno (en italien,  Annone ; c. 1510 - 8 juin 1516) est l’éléphant blanc donné comme animal de compagnie par le roi Manuel Ier de Portugal (1469-1521) au pape Léon X, né Jean de Médicis (1475-1521), pour son couronnement. Hanno est arrivé à Rome en 1514 et est rapidement devenu l'animal préféré du pape. Hanno est décédé deux ans plus tard des suites de complications dues à un traitement contre la constipation pratiqué avec un laxatif enrichi avec de l'or.

## Contexte

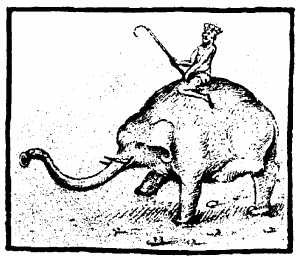
Manuel Ier montant Hanno.

C'est environ depuis l'an 800 que les éléphants, envoyés par des souverains orientaux comme des princes indiens ou des vassaux d'Afrique du Nord, sont arrivés en Europe comme cadeaux ou tributs diplomatiques. Charlemagne reçoit ainsi l'éléphant Abul-Abbas en 802 et Frédéric II  l'éléphant de Crémone de la part d'Al-Kamel. À l’issue de la sixième croisade, Saint Louis ramène un éléphant qu'il offre au roi d'Angleterre Henri III. Depuis la fin du Moyen Âge, cet animal était devenu un accessoire apprécié de la mise en scène politique de certains souverains européens. C'est ainsi que le voyage du futur Maximilien II avec l'éléphant prénommé Soliman vers Vienne en 1551/1552 est resté dans l'histoire de la diplomatie. Louis XIV a possédé pendant treize ans une éléphante à la ménagerie royale de Versailles. L'animal ne pouvait cependant rester longtemps la « monnaie vivante achetant les sympathies ». Le climat inhabituel et le stress des représentations ont souvent eu raison de l'animal.
Les colonies portugaises fondées après la découverte du passage oriental vers l'Inde en 1498 et mises en valeur essentiellement grâce au commerce des épices ont poussé Manuel Ier à s'entourer, comme l'aurait fait un maharadja, d'éléphants dans sa résidence de Lisbonne. C'est ainsi qu'il se fait accompagner à la cathédrale par au moins cinq éléphants. Lorsque le nouveau pape est élu et que Manuel Ier selon la coutume doit lui faire un cadeau, ce dernier lui envoie un pachyderme du nom d'Hanno.

## Origine d'Hanno
Afonso de Albuquerque, gouverneur d'Inde, envoie en 1511 de Cochin deux éléphants à Lisbonne. L'un d'eux est un présent du roi de Kochi à Manuel Ier et le second, Albuquerque l'achète lui-même. En 1513, il achète deux autres éléphants qu'il envoie également à son roi, sur deux navires différents pour qu'au moins un des deux arrive en vie. Des documents provenant de Rome qualifient Hanno de jeune animal, ce qui laisse penser qu'il est l'un des deux éléphants envoyés en 1511 dont il est prouvé que l'un des deux était jeune. Par contre, aucune preuve ne dit s'il est l'animal offert ou l'animal acheté. Les animaux sont emmenés à Lisbonne dans la ménagerie du palais royal, le Paço da Ribeira.

## Voyage d'Hanno à Rome

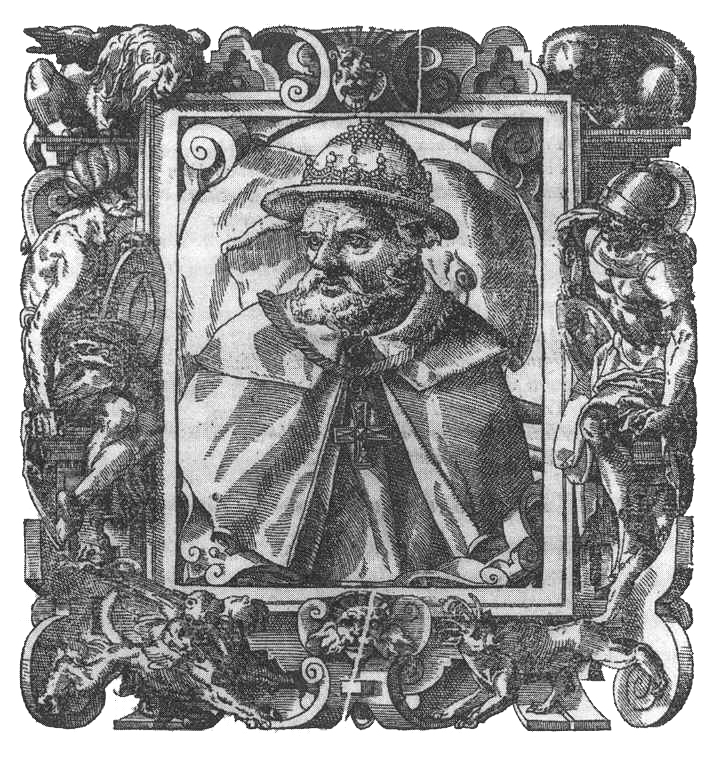
Tristão da Cunha avec Hanno paré de perles en arrière-plan.

En 1514, Manuel Ier organise une délégation de soixante-dix plénipotentiaires qui doivent, sous la direction de Tristão da Cunha, conduire à Rome par bateau quarante trois animaux sauvages rares appartenant au souverain. Le prétexte de cette entreprise diplomatique, dont le point culminant est un éléphant conduisant le cortège, est le rôle que le pape a joué depuis le traité de Tordesillas signé en 1494 dans la délimitation des possessions coloniales espagnoles et portugaises. Pour affirmer le commerce nouveau et lucratif des épices contre les Espagnols, le roi Manuel veut alors s'assurer les faveurs du nouveau pape.
Les préparatifs du voyage durent des semaines, le chargement provoque la curiosité des habitants de Lisbonne. Le transport de l'éléphant visiblement nerveux de la ménagerie du palais Ribeira jusqu'au bateau devient légendaire. Son départ donne lieu à une fête populaire. Le voyage très bien organisé se déroule sans problème jusqu'aux côtes italiennes. Dans les ports, le voyage est tumultueux, la population curieuse rendant en effet difficile les haltes. Sur les chemins, l'éléphant fait sensation. Dans une auberge de Corneto dans laquelle le cortège est logé, la foule qui veut apercevoir l'éléphant fait s'écrouler le toit du bâtiment.

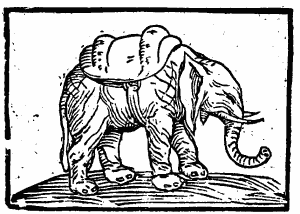
Hanno (Gravure sur bois sur une feuille écrite par Philomathes, Rome, 1514).

Par la suite, le voyage de la délégation et de son cortège est de plus en plus difficile. Les curieux devenant de plus en plus nombreux, la logistique du voyage échappe alors à tout contrôle. La décision de s'en tenir au calendrier, malgré les demandes des villes et des nobles de recevoir l'animal chez eux, augmente de manière manifeste la véhémence de la curiosité dévastant tout avec elle. Lorsque les premières maisons à la périphérie de Rome sont endommagées, le pape Léon X envoie une compagnie d'archers de la Garde suisse, attisant ainsi la curiosité des notables romains qui se rendent à la rencontre du cortège. L'abri d'Hanno devant les portes de Rome en attendant la préparation de son entrée triomphale dans la ville fait figure de forteresse.
Le 19 mars 1514, sous la conduite de da Cunhas, la délégation peut enfin faire entrer dans la ville l'éléphant surmonté d'une construction ressemblant à un château et à offrir en respectant le cérémonial de manière exemplaire les cadeaux au pape. Selon les témoignages, le pape est enthousiasmé par l'animal.
L'annonce du succès de la mission diplomatique pousse Manuel Ier à envoyer à Rome un an plus tard en 1515 un rhinocéros provenant d'Albuquerque. Immortalisé par Albrecht Dürer, l'animal n'est cependant pas arrivé vivant.

## Hanno à Rome

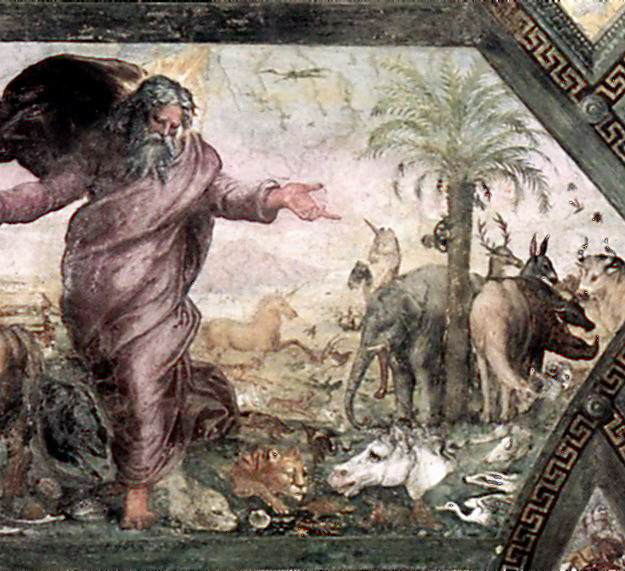
Fresque de la Loggia di Raffaello.

C'est à Rome que l'éléphant obtient le nom d' Annone et devient l'animal préféré du pape Léon X. Il est abrité dans un bâtiment particulier dans les jardins du Vatican. Giovanni Battista Branconio dell'Aquila, chambellan du Pape et ami du peintre Raphaël, en est le gardien. Raphaël a réalisé un dessin d'Hanno qui cependant a été perdu. Toutefois deux autres dessins passent pour en être des copies,.
Quatre études de l'animal ont été attribuées à Raphaël mais il a été révélé qu'elles sont l'œuvre de Giulio Romano. Ces dessins ont également été copiés par Cornelis Cort en 1567 d'après une peinture de Romano. Une fresque du plafond de la Loggia di Raffaello située dans le Palais du Vatican représentant la création des animaux et montrant un éléphant en arrière-plan a été réalisée vers 1515/1517 et attribuée à Giovanni da Udine ; on suppose que Raphaël en a fait l'ébauche.

### Hanno et le pape
Le fait de détenir des animaux exotiques dans des ménageries n'est pas inhabituel chez les souverains européens. Le pape Léon X est en outre habitué à côtoyer des animaux rares. Son père Laurent de Médicis avait entretenu à Florence une ménagerie célèbre et s'était beaucoup occupé d'animaux sauvages. Parmi les installations du Vatican, Léon X possède également un petit zoo où l'on peut voir hormis un ours, deux léopards dressés et un caméléon. Le pape n'est pas le seul à être charmé par Hanno, le peuple l'est également. Le pape organise des présentations occasionnelles de l'animal qui au cri de son mahout se penche et se met à genoux, s'asperge d'eau, danse au son de la musique entre autres. Selon toute vraisemblance, cet éléphant est un animal éduqué ce qui en avait fait à l'époque un cadeau très précieux pour Manuel Ier.
Le fait que le pape aime particulièrement le pachyderme se retrouve dans des témoignages de spectateurs qui ont vu le pape le dimanche lors de représentations jouer avec Hanno et constaté la maladresse du pape obèse. Lorsque Laurent II de Médicis, neveu du pape, demande que Hanno lui soit prêté en 1514 pour une manifestation à Florence, le pape refuse, craignant que le long voyage nuise à la santé de l'animal. Dans son refus, Léon X dit être préoccupé par les pieds d'Hanno. Il a certes pensé à lui faire faire une sorte de chaussures mais sur la distance, même avec de telles protections, l'animal ne supporterait pas le voyage.

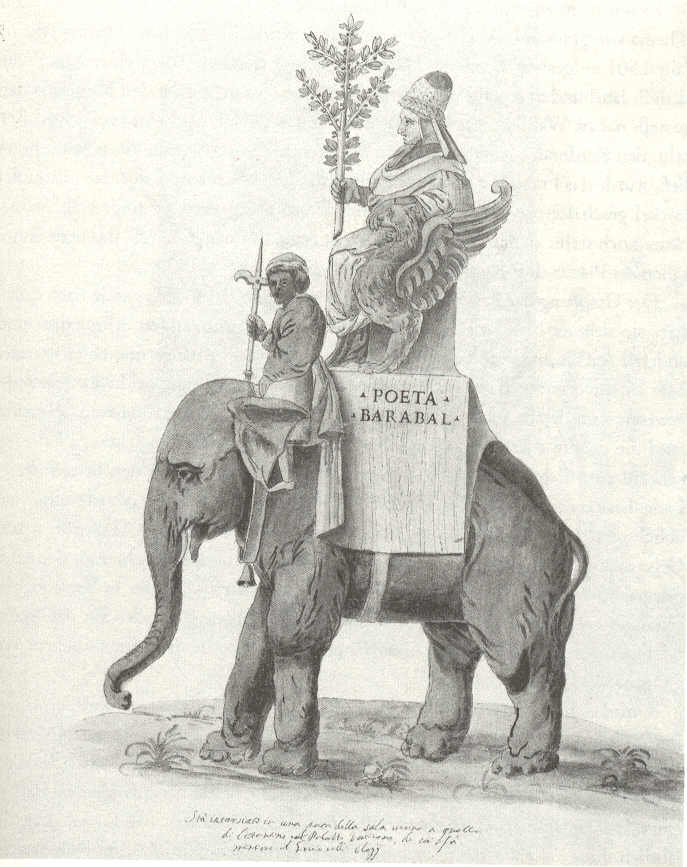
Barabello sur Hanno.

Une marche triomphale en l'honneur du poète et bouffon de la cour Barabello est attestée,. Giacomo (ou Jacopo) Baraballo, abbé de Gaeta, est l'une des figures les plus prééminentes de la société mixte que forme alors la cour apostolique de Léon X. Les vers au comique involontaire qu'il improvise à la manière de Pétrarque mettent régulièrement le pape et ses invités dans un état de grande hilarité et pour cela, Barabello reçoit de nombreux honneurs pour lesquels il est très friand. Barabello se considérant lui-même comme l'égal de Pétrarque et étant précisément venu à Rome pour se faire couronner poeta laureatus, le pape profite de l'occasion pour donner une représentation d'un humour cruel en le couronnant le 27 septembre 1514 dans un cérémoniel choisi. Le point culminant de cette représentation est la marche triomphale de Barabello juché sur Hanno. L'éléphant semble tolérer sa présence mais le bruit de la foule environnante énerve vite l'animal qui se met à secouer le bouffon couronné prince des poètes. L'événement trouve vite un écho dans la littérature. Donato Poli écrit un sonnet et rend un hommage railleur à l'« Hannibal » accidenté. Des sources postérieures témoignent que Barabello, qui ne possède alors visiblement plus toutes ses capacités mentales, meurt peu de temps après.
Un grave accident se produit lors d'une des autres sorties d'Hanno. Le 25 janvier 1515, Julien de Médicis épouse Philiberte de Savoie, la sœur du défunt roi de France Louis XII et est attendu avec son épouse à Rome pour le mois de mars. Pour l'accueillir, la route n'est pas seulement parée d'arcs de triomphe mais on envoie également à sa rencontre un immense groupe de nobles accompagné d'Hanno surmonté d'une tour où sont assis des hommes en armes. Les tirs de salutation et le vacarme de la foule mettent l'éléphant dans un état de panique. Hanno essaie de se retourner, la tour s'écroule en direction du Tibre. Certaines personnes présentes sont piétinées par les sabots des chevaux. On dénombre des blessés et un rapport officiel fait état de treize morts.

### La mort d'Hanno

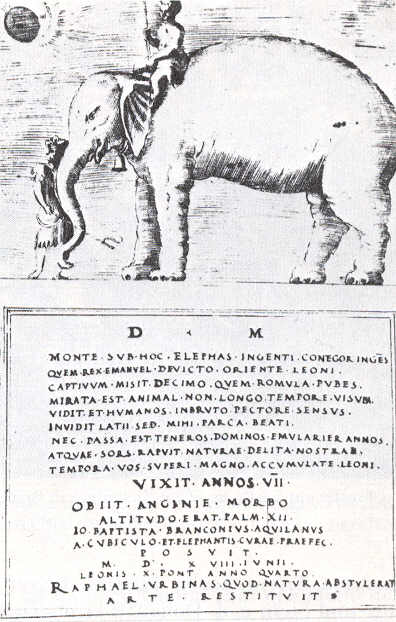
Épitaphe d'Hanno.

En 1516, Julien le frère du pape, meurt soudainement. Léon X lui-même souffre d'une forte fièvre et de fistule. Un moine hérétique leur prédit alors, à lui et à son éléphant, une mort prochaine. Au début du mois de juin, Hanno tombe gravement malade ; il peut à peine respirer et souffre de crampes. Le pape fait appeler ses médecins personnels qui au vu des difficultés respiratoires de l'éléphant diagnostiquent une angine. De plus, l'animal est très constipé. Les médecins décident de lui administrer un laxatif qu'ils enrichissent d'or comme il est couramment pratiqué. Au vu de la masse de l'animal, la quantité d'or est augmentée. La thérapie reste sans effets et augmente la pression sur le système digestif. Hanno meurt le 8 juin 1516.
Le pape fait réaliser une épitaphe par son écuyer Branconio portant une inscription de Filippo Beroaldo qui nomme l'angine comme la cause de la mort d'Hanno. La plaque autrefois fixée sur un mur du Vatican a été perdue, seul un dessin en témoigne. Certains textes satiriques, comme un « testament » d'Hanno vraisemblablement écrit par Aretino ou encore les remarques de Luther sur l'amour éléphantesque du pape,, laissent penser que Léon X a pu montrer son chagrin en public.

## Postérité
On trouve de nombreux récits sur Hanno depuis son arrivée à Rome. Des témoignages écrits parmi lesquels on compte ceux d'Albuquerque prouvent l'original de l'animal,. Hanno a donné lieu à des légendes qui ont attisé la curiosité de la recherche.

### Légendes
L'origine du nom d'Hanno n'est pas claire. On suppose des origines carthaginoises mais aussi une déformation du terme malabare pour éléphant « ana ».
Plusieurs histoires ont cours à propos des difficultés auxquelles on est confronté pour amener Hanno à monter à bord du bateau. Hanno n'aurait tout d'abord pas voulu monter sur le navire. Son gardien indien, pour ne pas devoir quitter sa dulcinée, aurait dépeint à Hanno la ville de Rome de manière très noire. Menacé de la peine de mort, il aurait par la suite décrit le futur à Hanno comme merveilleux, sur quoi l'animal s'est mis à suivre tous les ordres et s'est tenu calme pendant le voyage. Dans une autre version, on a promis à Hanno qu'il deviendrait le chef de la chrétienté et le non-respect de cette promesse aurait conduit plus tard à sa mort. En fait, on peut douter qu'il y ait eu une quelconque difficulté avec l'éléphant,.
Les suppositions selon lesquelles Hanno se serait battu avec un rhinocéros pendant une traversée en bateau noyant ce dernier sont probablement dues à une fausse datation concernant l'inscription de la célèbre gravure de Dürer de 1515 dont le succès a dépassé les frontières. Lors de certaines de ses sorties sur la terre ferme, Hanno n'aurait pas seulement provoqué des mouvements de foules mais aurait également laissé les endroits où il était hébergé prêts à s'effondrer. Les représentations du voyage sensationnel d'Hanno vers Rome ne déterminent cependant pas qui a fait s'effondrer les maisons, ni quand ni où.

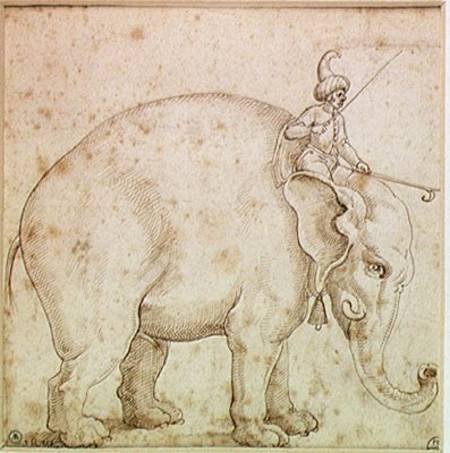
Hanno et son mahout.

L'intelligence d'Hanno et la sympathie d'un pape qui mène sa charge pontificale de manière luxueuse stimulent également les perceptions. Lorsqu'Hanno est enfin arrivé devant le pontife, il se serait mis trois fois à genoux, ce qu'à l'époque on croyait impossible puisque d'après les écrits antiques, les éléphants n'avaient pas d'articulation du genou. De plus, de sa propre initiative, Hanno aurait pris de l'eau dans un seau avec sa trompe et aspergé l'assistance, ce qui aurait charmé Léon X. Les récits de Baraballo, le fou du pape, ont été mélangées avec l'accident parvenu lors de la visite de Julien de Médicis. C'est ainsi qu'il a été raconté que lors du couronnement solennel de Baraballo, ce dernier a eu la permission de monter Hanno qui s'est saisi du bouffon pour le jeter dans le Tibre, à la grande joie du public.
En ce qui concerne la mort d'Hanno, plusieurs versions nous sont parvenues. L'angine indiquée sur l'épitaphe laisse penser qu'il a été visiblement impossible aux médecins du pape de reconnaître la détresse respiratoire d'Hanno comme la cause de sa grave constipation. Après la mort du pachyderme, des rumeurs ont couru selon lesquelles c'est l'air humide de Rome qui est la cause de la mort soudaine d'Hanno et d'autres selon lesquelles c'est l'écuyer orgueilleux Branconio qui n'a pas prodigué les soins nécessaires à l'animal. On soupçonne également une malnutrition. Une autre source montre qu'Hanno a été recouvert d'or pour une marche triomphale et qu'il en est mort.

### Réception
Dans les différents témoignages existants, Hanno est présenté comme un éléphant blanc. Étant donné qu'il n'existait en Europe au XVIe siècle aucune possibilité de comparaison dans la nature, on admet aujourd'hui que l'éléphant devait être au moins d'une couleur claire. En Inde et à Ceylan, les éléphants blancs étaient traités d'une façon particulière. Les sources qui témoignent de l'origine d'Hanno amènent certes à la conclusion que l'animal était jeune et éduqué ce qui a sans nul doute augmenté la valeur du cadeau mais on n'y trouve pas d'indice concernant le statut particulier de l'animal en tant qu'animal blanc.
Les histoires autour d'Hanno et sa présence dans les sources, les dessins et les peintures lui ont fait traverser les siècles. Depuis les années 1980, il existe deux travaux de recherche sur l'éléphant du pape sur la base d'une recherche moderne concernant les sources existantes : Oettermann 1982, p. 104-109) et Silvio A. Bedini, Der Elefant des Papstes (1997/2006). Bedini ne rend pas compte de la recherche d'Oettermann dans sa bibliographie. Oettermann n'a pas été traduit en anglais. On ne trouve de recherches semblables que pour Soliman, le premier éléphant à Vienne.
Bedini s'est également confronté à la question du cadavre d'Hanno. En 1962, des os et une grosse dent ont été trouvés lors de travaux de construction sur le site de la Bibliothèque apostolique vaticane. Après les avoir identifiés comme des fossiles d'un Elephas antiquas, ils ont été classés dans les collections des Musées du Vatican. Une nouvelle enquête préparée par Bedini sur les lieux de la découverte et réalisée par le paléontologue Frank C. Whitman jr. de la Smithsonian Institution a révélé que les os et la dent n'étaient en aucun cas des restes fossilisés mais des reliques d'un jeune éléphant. Deux défenses décorées qui jusque-là étaient accrochées dans la salle de l'Archivo Capitolare de la Basilique Saint-Pierre ont été soumises à un examen scientifique qui a révélé qu'elles avaient été prélevées sur un animal mort. On a alors émis l'hypothèse fondée que les os, les défenses et la dent sont les restes d'Hanno.